# Ingemar Renberg
Ingemar Renberg, född 1945, är en svensk limnolog och miljöforskare. Renberg disputerade 1978 vid Umeå universitet, där han senare blivit professor.
Hans forskningsområde är sediment från sjöar för att studera historiska förändringar av miljön, och orsakerna till dessa förändringar.Renberg invaldes 2006 som ledamot av Kungliga Vetenskapsakademien.